# فرانكلين بي. وير
فرانكلين بي. وير (بالإنجليزية: Franklin B. Ware)‏ هو مهندس معماري أمريكي، ولد في 1873 في نيويورك في الولايات المتحدة، وتوفي بنفس المكان في 3 مايو 1945.